# キワ・ラ・ビーチ
キワ・ラ・ビーチは山口県宇部市東岐波に位置する、周防灘（瀬戸内海）に面した海水浴場。

## 概要
1996年（平成8年）夏に、岐波（きわ）海水浴場を宇部市が再整備し開設された。
夏の海水浴の他、毎年4月から9月は潮干狩りも可能。また風のある日はカイトボードも可能。
遠浅のため、干潮の場合は泳ぐことのできる深さのところまで相当の距離を歩くことになる。
砂浜の背後にある小高い山には古墳がある。

## 利用情報
所在地
- 山口県宇部市東岐波鹿の前54-3

### 主な施設
マールの家
- 更衣室、温水シャワー、テラス、休憩室、湯沸室

屋外施設
- 炊事場、キャンプ広場、トイレ、休憩テラス、ボードウォーク、古墳公園、キャンプ場

## 交通アクセス
国道190号から海水浴場までの道路は幅員が2車線以下の区間が多く、離合が困難である箇所も存在する。
- JR西日本宇部線 岐波駅下車、徒歩10分。
- 山陽自動車道宇部ICから車で20分。